# Те-Арароа (пешеходный маршрут)
Те Арароа («Долгий путь») — пешеходный маршрут дальнего следования в Новой Зеландии, протянувшийся примерно на 3000 километров (1900 миль) вдоль длинной стороны двух основных островов страны от мыса Рейнга до Блаффа. Официально открытый в 2011 году, он состоит из ранее проложенных дорожек и пешеходных дорожек, новых путей и соединительных участков вдоль дорог. Прохождение всей тропы обычно занимает от трёх до шести месяцев.

## История
Идея национальной пешеходной дорожки восходит к 1970-м годам, когда за неё впервые выступили Федеративные горные клубы Новой Зеландии. В 1975 году была создана Новозеландская комиссия пешеходных дорожек, но за 15 лет она не добилась значительных успехов. В 1994 году журналист Джефф Чаппл выступал за пешеходный маршрут по Новой Зеландии и основал Te Araroa Trust. Переговоры продолжались, и к 2006 году планы по созданию тропы стали частью планов местных властей. В 2007 году правительство выделило 3,8 миллиона долларов на обустройство новых участков тропы на заповедных землях. Маршрут в 3000 километров (1900 миль) официально открыт 3 декабря 2011 года после 10 лет работы сотен волонтёров.
С момента открытия были созданы новые пути, чтобы изменить маршрут, в частности, чтобы избежать ходьбы по дороге. К ним относятся десятикилометровый <i>Escarpment Track</i>, который открылся в 2016 году, а закрытый путь от Инверкаргилла до Блаффа находится в стадии строительства. В своём Стратегическом плане на 2019 год Te Araroa Trust заявила, что намерена сократить количество переходов по дорогам до 10 % к 2022 году и поставила долгосрочную цель сократить их менее чем до 5 %. Маршрут меняется также по другим причинам, например, отрезок в заливе Островов был закрыт из-за эрозии в 2019 году.

## Тропа
Расстояние по прямой от мыса Рейнга до Блаффа составляет 1475 км (917 миль), но Те Арароа простирается примерно на 3000 км (1864 миль) — расстояние меняется, когда участки обновляются или изменяются иным образом. Некоторые части тропы можно объехать, многие тропы на частных территориях закрыты во время сезона окота, а некоторые тропы были закрыты для людей, чтобы защитить деревья каури от болезни, называемой отмиранием каури.
Путь представляет собой смесь троп — тропы в дикой природе, тропы через загоны, пляжи, дороги и шоссе, а один участок проложен по реке и подразумевает сплав на байдарках. Многие участки маршрута сложны, на них рекомендуется спланировать поход, переправу через реки, обладать навыками навигации, а также иметь хороший уровень физической подготовки и тяжёлые ботинки. Большинству пешеходов требуется от трёх до шести месяцев для полного путешествия, и 90 % из них путешествуют с севера на юг.
Тропа состоит примерно из 300 участков, от одно-двухчасовых прогулок до примерно девятидневного маршрута по Южному острову. Около 60 % тропы пересекает охраняемые земли, находящиеся в ведении Департамента охраны природы. Остальные в основном находятся на частной земле. Поступали сообщения о том, что некоторые землевладельцы недовольны количеством пешеходов, в то время как многие видят в этом шанс «стать хорошими соседями и преодолеть разрыв между сельскими и городскими районами».
За исключением короткого участка Трека Королевы Шарлотты на северной конечной тропе на Южном острове, для прогулки по Те Арароа не требуется ни разрешения, ни платы. Тем не менее, Te Araroa Trust запрашивает пожертвование в размере 500 долларов США на человека, проходящего всю тропу, 250 долларов США для тех, кто идёт только по одному острову, и меньшие суммы для тех, кто путешествует по участкам. Путешественники также платят 118 долларов за шестимесячный пропуск Департамента охраны природы, если они хотят спать в обширной сети новозеландских хижин в отдалённых районах.

## Посещаемость
Сотни тысяч людей ежегодно проходят какую-нибудь часть Те-Арароа, а летом 2018/19 года Te Araroa Trust насчитал 1200 пешеходов. В 2016—2017 годах переход пытались совершить всего 550 человек, и лишь 350 путешествовали годом ранее. На отдельных участках пешеходов может быть больше; например, в одной секции, находящейся на частной территории, ежегодно принимают от 70 000 до 80 000 человек.
Пешеходы часто получают поддержку от «Ангелов тропы» — волонтёров, живущих рядом с трассой, которые могут предоставить места для сна, душ и еду.

### Записи о прохождении
Рекордное время прохождения Te Araroa составляет чуть менее 50 дней, его установил пилот Джордж Хендерсон из Веллингтона в сезоне 2019/2020 годов. Хендерсон побил предыдущий рекорд более чем на три дня. Рекордное время среди женщин было установлено Брук Томас в 2020/2021 году — 57 дней и 10 часов. Самым молодым человеком, прошедшим маршрут, был Джонатан Рэпси, который завершил его в возрасте 7 лет вместе со своей сестрой Элизабет, 9 лет, и их родителями.